# Porte des Postes (stacja metra)
Porte des Postes – stacja węzłowa metra w Lille, położona na linii 1 i 2. Znajduje się w Lille, w  dzielnicy Wazemmes. Obsługuje dzielnice Wazemmes, Moulins, Lille-Sud i Faubourg de Bethune.
Została oficjalnie otwarta 25 kwietnia 1983. 1 kwietnia 1989 otwarto stację na drugiej linii metra.